# 10cm houfnice vz. 38

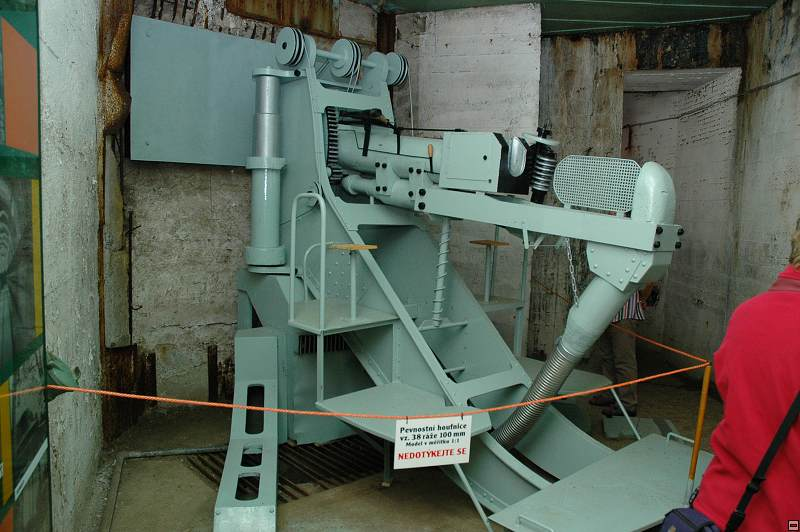
Maketa 10cm houfnice v dělostřeleckém srubu N-D-S 75 Zelený tvrze Dobrošov

10cm houfnice vz. 38 byla konstrukčně vyvíjena ve Škodových závodech, poté, co v březnu 1935 ministerstvo národní obrany ČSR zadalo její vývoj. Použita měla být v budovaném československém opevnění v třídělových bateriích dělostřeleckých srubů nebo ve výsuvných a otočných dělostřeleckých věžích.
Konstrukčně vycházela z již existující polní houfnice vz. 30 a částečně v některých bodech byla propojena s 4cm kanónem vz. 36. Souběžně s vývojem 10cm verze probíhaly konstrukční práce i na verzi 8cm kanónu, avšak při určitých problémech s touto variantou se armáda rozhodla tento vývoj pozastavit.
Do opuštění hranic v září 1938 se nepodařilo konstrukčně dokončit ani jeden kus této houfnice. Ve výrobnách bylo celkem dokončeno 15 exemplářů, které však posloužily již německé armádě. Po válce bylo všech 15 zbraní zničeno v hutích.

## Technické parametry
- ráže: 100mm
- délka hlavně: 250 cm
- závěr: vertikální klínový s hydraulickou brzdou a vzduchovým vratníkem vybaven poloautomatikou
- délka zákluzu 325 mm
- teoretická kadence: 15-20 ran za minutu
- dostřel: 11 950 m
- počáteční rychlost střely: 525 m/s
- náměr: -10°a +38°
- odměr: 22,30°na každou stranu u novější verze střílny 30°doleva a doprava
- obsluha: 7+(2 podavači pouze u rychlopalby)
- střelivo: nárazový a časovaný šrapnel a protipancéřový granát.

## Makety houfnice vz. 38
Dvě makety této zbraně jsou dnes umístěny v muzeu dělostřelecké tvrze Dobrošov nedaleko Náchoda. Makety muzeum získalo v roce 1975 od muzea dělostřelecké tvrze Hanička, kde zůstaly jako součást rekvizit, které se používaly při natáčení filmu Dny zrady režiséra Otakara Vávry. Makety se ve filmu vyskytují pouze v jedné scéně a tak jejich provedení nemuselo být nijak přesné, jsou vyrobeny z dřeva a plechu.